# BigWorld
Riot Sydney (ex-Wargaming Sydney, ex-BigWorld) est une société de droit australienne formée en 1999 par John De Margheriti. Elle développe et commercialise une suite d'outils pour la création de jeux en ligne massivement multijoueur (MMO) et de mondes virtuels. En 2007, BigWorld a été reconnu comme le leader de l'industrie par le magazine Develop.
Le 7 août 2012, Wargaming.net acquiert BigWorld pour 45 millions de dollars. En janvier 2015, BigWorld annonce qu'il arrête le développement et le support de son Indie Edition.
En octobre 2022, Riot Games s'offre le studio Wargaming Sydney et le renomme Riot Sydney.

## Présentation technique
BigWorld propose les logiciels nécessaires aux développeurs de jeux pour construire des jeux en ligne. Le client 3D est utilisable sous Windows et en navigateur, et est disponible sur iOS, Xbox 360 et PlayStation 3 via l'API réseau. Le serveur back-end est basé sur Linux, avec une API de scripting en Python. La suite d'outils comprend des outils de création de contenu, des outils de surveillance de serveurs et de support. BigWorld Technology intègre également divers plugins tiers comme Umbra (occlusion culling), Scaleform (création d'interfaces utilisateur), Speedtree (arbres et feuillage), et Vivox (VOIP).

## Jeux
BigWorld Technology a été utilisé dans de nombreux jeux, comme World of Tanks (Wargaming.net), Realm of the Titans (Aeria Games), VIE: Virtual Island of Entertainment (enVie Interactive LLC), Hokuto no ken ONLINE (GungHo Online Entertainment), Moego (Userjoy), World of Warplanes (Wargaming.net), et Secret Kingdoms Online (Globex Studios).

## Liste de jeux employant des technologies BigWorld
- Versalis - Currently in Development → switched to Unity/Smartfox
- Negaia - (Vankenthor Entertainment) - Currently in Development → switched to Unity/Smartfox
- Origins Of Malu - (Burning Dog Media) - Currently in Development → switched to Unreal Engine
- "World of Tanks:Blitz" (Wargaming.net)[4]
- World of Tanks (Wargaming.net)[5]
- World of Warplanes (Wargaming.net)[6]
- World of Warships (Wargaming.net)
- Realm of the Titans (Aeria Games)[7]
- Moego (Userjoy)[8]
- Kingdom Heroes 2 Online (Userjoy)[9]
- VIE: Virtual Island of Entertainment (enVie Interactive LLC)
- Heroes: Scions of Phoenix (Userjoy)[9]
- Tian Xia II (Netease)[10]
- Tian Xia III (Netease)[11]
- Grandia Online (Gung Ho Online)[12]
- Secret Kingdoms Online (Globex Studios)[13]
- States at War (Sunhome Entertainment)[14]
- Kai Xun (Zhejiang Kai Xun Technology Co., Ltd.)[15]
- Twinity (Metaversum GmbH)[16]
- Genesis: Journey to the West (Netease)[17]
- Legendary Champions (Aeria Games)[18]
- Hokuto no ken ONLINE (Gung Ho Interactive)[19]
- Floral Fire Online (TianCheng Interactive)
- House of Flying Daggers - T2CN
- Interzone Futebol[20]
- Kwari (Kwari Ltd)
- Storm Hawks MMO (Bitcasters, Inc.)
- SZone Online[21]

## Licences
BigWorld  propose différentes licences :
- BigWorld: Édition Commerciale
- BigWorld: Indie Édition (Développement, Support) développement arrêté après le rachat de la société.

## Record Guinness
World of Tanks est construit avec BigWorld Technology.
Le 23 janvier 2011, Guinness a déclaré que le serveur russe de World Of Tanks a battu le record du maximum de joueurs en ligne avec 91,311 utilisateurs simultanés. En novembre 2011, World of Tanks atteint un nouveau record de 250 000 joueurs.

## Récompenses
BigWorld Technology a reçu plusieurs récompenses :
- Winner 2008 Deloitte Technology Fast 500 Asia Pacific Awards (ranked 93)[24]
- Winner 2008 Deloitte Technology Fast 50 Australia Award (ranked 7 - 526% growth)[25]
- Deloitte Technology Fast 500[26]
- Asia Pacific 2008 Winner - (Ranked 93)[26]
- Deloitte Technology Fast 50 Australia 2008 Program - (7th Fastest growing technology company in Australia)[26]
- 2007 Australian Export Awards - Austrade Arts, Entertainment & Design Award Finalist[26]
- 2007 Finalist of  Australian Technology Showcase Patrons Awards[26]
- 2006 Cool Company Awards[26],[27]
- 2006 Finalist of the Secrets of Australian IT Innovation competition, Arts and Entertainment category[26],[28]
- 2005 Winner ACT Chief Minister's Export Award in Art and Entertainment Award[26],[29]
- Red Herring 100 Private Companies of Asia (2005)[26],[30]
- 2005 Australian Game Developer Awards – Award for Outstanding Innovation[26],[31],[32]
- 2005 Sumea Awards for Best Engine Technology[26]
- Secrets of Australian IT Innovation 2005 Winner – 2d Prize in Entertainment Category[26]
- 2003 Winner ACT Chief Ministers Export Award in the Arts and Entertainment[26]
- 2003 Winner of the Secrets of Australian IT Innovation competition in the Arts and entertainment category[26]
- 2003 Australian Game Developers Awards – Award for Outstanding Innovation[26]
- 2003 National Finalist of the Austrade Australian Export Award – Arts and Entertainment[26]
- 2003 Territory Winner in the Panasonic Australia Business Award Category of the Telstra and ACT Government Small Business Awards[26]
- 2003 National Winner in the Panasonic Australia Business Award Category of the Telstra and Australian Government Small Business Awards[26]
- 2002 National Finalist of the Austrade Australian Export Award – Arts and Entertainment[26]
- 2002 Winner ACT Chief Ministers Export Award in the Arts and Entertainment[26]
- 2002 Australian Winner of The Asia Pacific ICT Award (APICTA), Creative Digital Industries category[26]